# Faudoas
Faudoas ist eine französische Gemeinde mit 292 Einwohnern (Stand 1. Januar 2022) im Département Tarn-et-Garonne in der Region Okzitanien. Sie gehört zum Kanton Beaumont-de-Lomagne und zum Arrondissement Castelsarrasin. Nachbargemeinden sind Gimat im Nordwesten, Auterive im Norden, Beaumont-de-Lomagne im Nordosten, Escazeaux im Osten, Gariès und Le Causé im Südosten, Goas im Süden, Maubec im Südwesten und Marignac im Westen.

## Bevölkerungsentwicklung
| Jahr      | 1962 | 1968 | 1975 | 1982 | 1990 | 1999 | 2007 | 2015 |
| --------- | ---- | ---- | ---- | ---- | ---- | ---- | ---- | ---- |
| Einwohner | 431  | 378  | 339  | 338  | 298  | 295  | 291  | 298  |